# الکساندر تامبوفتسف
الکساندر تامبوفتسف (انگلیسی: Aleksandr Tambovtsev؛ زادهٔ ۱۸ ژانویهٔ ۱۹۶۴) کشتی‌گیر آزاد اهل اتحاد جماهیر شوروی بود. وی در بازی‌های المپیک تابستانی ۱۹۸۸ شرکت کرده‌است.